# The Whispering Chorus
The Whispering Chorus is een Amerikaanse stomme film uit 1918 onder regie van Cecil B. DeMille.

## Rolverdeling
| Acteur           | Personage         |
| ---------------- | ----------------- |
| Raymond Hatton   | John Tremble      |
| Kathlyn Williams | Jane Tremble      |
| Edythe Chapman   |                   |
| Elliott Dexter   | George Coggeswell |
| Noah Beery       |                   |
| Guy Oliver       | Chief McFarland   |
| John Burton      |                   |
| Tully Marshall   | F.P. Clumley      |
| William H. Brown | Stauberry         |
| James Neill      | Channing          |
| Julia Faye       |                   |
| Charles Ogle     |                   |